# Isla Abogado
Isla Abogado es una isla lacustre que pertenece al país centroamericano de Panamá, localizada en el lago Gatún, que administrativamente hace parte de la provincia de Colón, y que se encuentra en las coordenadas geográficas 09°11′57″N 79°51′36″O / 9.19917, -79.86000 al norte de la isla Barra Colorado y la bahía Peña Blanca, frente a la Bahía Juan Gallegos.